# O'Shea and Whelan

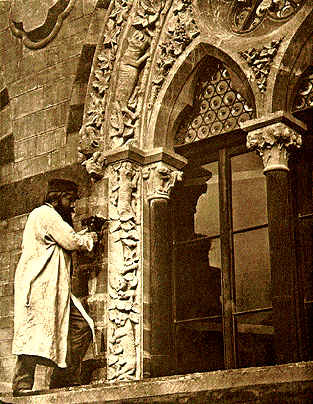
James O'Shea effectuant une sculpture pour le Musée d'histoire naturelle d'Oxford.

O'Shea and Whelan était une entreprise familiale irlandaise de taille de pierre et de sculpture originaire de Ballyhooly dans le comté de Cork. La firme se distingue par ses travaux dans l'architecture gothique au milieu du XIXe siècle.
Parmi les artisans de cette entreprise, il y a les frères James et John O'Shea, ainsi que leur neveu Edward Whelan. James et John sont les fils d'un artisan qui est venu s'installer à Cork afin de trouver du travail, notamment dans le chantier du futur Convamore House. Il fonde ensuite un atelier de taille de pierre qui, après sa mort, est hérité par John et James, qui eux-mêmes sont souvent appelés par leurs proches « les frères O'Shea ». Edward Whelan était également une figure importante de l'entreprise. Néanmoins, James O'Shea était le plus notable de la famille. En plus de son travail dans la maçonnerie architecturale, il a exposé des sculptures d'art de style classique. O'Shea and Whelan a notamment taillé la croix celtique qui orne la tombe de Talbot Baines Reed.